# Ottorino Celli
Ottorino Celli (Roma, 1890 – 1920) è stato un ciclista su strada italiano.
Cugino di Dario Beni, fu attivo dal 1909 al 1912. Concluse il Giro d'Italia 1909 al nono posto e si ritirò nelle due edizioni successive della corsa rosa.

## Piazzamenti

### Grandi Giri
- Giro d'Italia

1909: 9º
1910: ritirato
1911: ritirato